# 1288 Santa
1288 Santa è un asteroide della fascia principale. Scoperto nel 1933, presenta un'orbita caratterizzata da un semiasse maggiore pari a 2,8849965 UA e da un'eccentricità di 0,0607643, inclinata di 7,56050° rispetto all'eclittica.
L'origine del suo nome è sconosciuta.